# نقار الخشب الإمبراطوري
نقار الخشب الإمبراطوري هو نوع من نقار الخشب متوطن في المكسيك.